# Ырыскелды кажы
Ырыскелды кажы (каз. Ырыскелді Қажы) — мечеть на правом берегу реки Есиль в Астане с необычной архитектурой. Здание мечети построено в стиле постмодерн с использованием традиционных узоров и декоративных элементов. Главное здание имеет сложную форму, отличающуюся от классической формы мечети. Его стены имеют треугольную форму и соединены куполом диаметром 26 метров. Внешний вид мечети напоминает перевёрнутый цветок лотоса. Минарет в виде священного пера — «калама» — построен к северу от мечети. Названа в честь паломника Ырыскельди, отца политика Адильбека Джаксыбекова.
Внутри нет узоров или украшений, которые отвлекали бы людей, всё выполнено в белых и кремовых тонах. Только вокруг купола написано девяносто девять имён Аллаха. Особенностью новой мечети является не классическое расположение михраба, но это не противоречит шариату.
Мечеть построена за счёт средств, собранных на благотворительные цели, при этом в некоторых источниках указано, что на средства семьи руководителя администрации президента Адильбека Джаксыбекова.
Мечеть уникальна не только архитектурой, но и полной энергетической автономностью — альтернативные источники энергии в виде солнечных панелей на прилегающей территории, производят в три раза больше электроэнергии, чем ей требуется.
|  |  |